# 六陈水库
六陈水库位于中国广西壮族自治区贵港市平南县六陈镇，是以灌溉为主，兼有发电、防洪、养殖等功能的大（二）型水库。